# La Combattante (Schiff)
Die La Combattante (L19) war ein Geleitzerstörer der britischen Hunt-Klasse vom Typ III, der für die britische Royal Navy gebaut worden war. Das Schiff wurde 1942 von den Freien Französischen Streitkräften in Dienst genommen und unter britischem Oberbefehl eingesetzt.
Das im Kanal und später in der Nordsee eingesetzte Schiff war mehrfach in Gefechte mit deutschen Schnellbooten verwickelt und versenkte in der Nacht zum 13. Mai 1944 S 141, auf dem der Sohn Klaus des Befehlshabers der Kriegsmarine, Admiral Dönitz, fiel.
Die La Combattante lief am 23. Februar 1945 kurz vor Mitternacht nördlich der Humber-Mündung bei 53° 22′ 13″ N, 1° 1′ 40″ O nahe dem East Dudgeon-Feuerschiff auf eine durch deutsche Schnellboote gelegte Mine, zerbrach in zwei Teile, die beide in kurzer Zeit sanken. 68 der 185 Mann an Bord starben.

## Geschichte des Schiffes
Das Schiff wurde als Geleitzerstörer am 28. Juli 1940 im Rahmen des britischen Kriegshaushalts von 1940 bei Fairfield in Govan zusammen mit einem weiteren Schiff vom Typ III der Hunt-Klasse bestellt. Dies waren für die Bauwerft die einzigen Aufträge für Geleitzerstörer dieser Klasse.
Die Kiellegung des 2. Auftrages mit der Baunummer 695 erfolgte am 16. Januar 1941 und durch einen Luftangriff auf die Werft am 13. März 1941 (sog. Clydebank-Blitz) verzögerte sich die Fertigstellung der im Bau befindlichen Geleitzerstörer. Vom Stapel lief die Baunummer 695 am 27. April 1942 als Haldon nach dem am 3. Februar 1943 vom Stapel gelaufenen Schwesterschiff Goathland (L17). 1942 hatte die Royal Navy Schwierigkeiten in der Bemannung ihrer Schiffe und gab daher Schiffe an die alliierten Marinen ab. Dieses Verfahren hatte schon im Mai 1940 begonnen, als der Zerstörer Garland der polnischen Marine zur Verfügung gestellt worden war. Die Briten hatten den Seestreitkräften der freien Franzosen ab Mai 1941 neun Korvetten der Flower-Klasse zur Verfügung gestellt, die bei der Fertigstellung direkt übernommen wurden und von denen zwei schon 1942 auf dem Nordatlantik verloren gingen. Sie boten 1942 auch die Übernahme von Hunt-Zerstörern an, wie sie inzwischen von den Polen, Norwegern und Griechen übernommen worden waren.
So übernahmen im Dezember 1942 die Seestreitkräfte der Freien Franzosen die fast fertige HMS Haldon als La Combattante, die allerdings ein Einzelschiff unter französischer Flagge blieb, obwohl anfangs die Übertragung zwei weiterer Schiffe erwogen wurde. Eingesetzt wurde das Schiff im Verbund mit britischen und norwegischen Schwesterschiffen im Kanal und der Nordsee.

### Einsätze
Über Scapa Flow und leichtere Einsätze in der Irischen See verlegte die La Combattante zur britischen 1. Zerstörerflottille in Portsmouth, in der sie neben anderen Hunt-Zerstörern, darunter den norwegischen Eskdale und Glaisdale, eingesetzt wurde. bei ihrem ersten Einsatz am 23. März 1943 zum Schutz eines Konvois im Ärmelkanal rettete sie die 68-köpfige Besatzung des Liberty-Schiffes Stell Traveller nach einem Minentreffer. Hauptaufgabe der Flottille war die Sicherung von Küstenkonvois. Daneben retteten die Schiffe auch häufig Flugzeugbesatzungen nach Notlandungen im Kanal.
In der Nacht zum 20. April 1944 wehrten die Hunt-Zerstörer La Combattante und Middleton einen Angriff der 5. und 9. Schnellboot-Flottille mit elf Booten auf einen von ihnen geschützten Konvoi ab und verfolgten diese. S 144 lief dadurch bei Calais auf Grund.
In der Nacht zum 26. April 1944 spürten La Combattante und die Fregatte HMS Rowley eine Gruppe deutscher Schnellboote auf; der La Combattante gelang die Versenkung von S 147 und die Beschädigung eines weiteren Bootes.
In der Nacht zum 13. Mai versuchten die 5. und 9. S-Flottille mit zehn Booten erneut, ein Küstengeleit nahe Selsey Bill anzugreifen. Frühzeitig durch Radar geortet, stellten die Fregatte Stayner, die Korvette Gentian, vier MTBs und die La Combattante die anmarschierenden Schnellboote. Das französische Schiff versenkte dabei S 141 (5. S-Flottille), auf der Marineassistenzarzt Klaus Dönitz, der ältere Sohn des Befehlshabers der Kriegsmarine, Großadmiral Dönitz, fiel. Zwei weitere Boote, S 100 und S 142 (beide Schiffe der 5. S-Flottille), wurden beschädigt.
Am 28. Mai versenkte die La Combattante erneut einen Radarkontakt; es handelte sich allerdings um das britische MTB 732, das mit MTB 739 von einer nicht angezeigten Sondermission zurückkehrte.
Bei der Landung in der Normandie war die La Combattante der „Force E“ mit zwei britischen Kreuzern, fünf britischen und zwei kanadischen Flottenzerstörern und vier Hunt-Zerstörern im Landungsbereich Juno der kanadischen Truppen zugeteilt. Auf dem Anmarsch vom Solent sicherte sie mit HMS Stevenstone (L16), Venus (R50) den Angriffskonvoi J 9 von zehn Panzer-Landungsschiffen durch einen geräumten Zufahrtsweg. Sie verblieb im Landungsbereich, um Artillerie- und Flugabwehrunterstützung zu leisten.
Am 13. Juni 1944 kehrte General de Gaulle auf der La Combattante erstmals kurz nach Frankreich zurück. Er nutzte den von alliierter Seite geplanten kurzen Truppenbesuch im Invasionsbereich zum Besuch der ersten befreiten französischen Stadt (Bayeux), wo er am 14. Juni 1944 eine Rede hielt, auf die Legalität seiner Exilregierung verwies und alliierten Plänen einer Militärregierung (Allied Military Government for Occupied Territories) sowie einer alliierten Währung eine Absage erteilte und eine französische Verwaltung unter François Coulet einrichtete. Danach kehrte de Gaulle auf der La Combattante nach Großbritannien zurück.
In der Nacht zum 8. Juli griffen Schnellboote aus Le Havre die Sicherungszerstörer im Landungsbereich vor der Normandie, darunter La Combattante, an, ohne erhebliche Schäden zu verursachen.
In der Nacht zum 26. August 1944 gehörte die La Combattante zu den alliierten Einheiten, die bei Fécamp die 8. Artillerieträgerflottille angriffen und vier Artillerieträger versenkten und weitere schwer beschädigten. Am 28. gehörte sie zu den Einheiten, die erneut vor Fécamp die 14. Räumbootsflottille nach einem Minenlegeeinsatz stellten, einen U-Jäger versenkten, aber nur eines der sieben Räumboote beschädigten.

### Das Ende derLa Combattante
Am 23. Februar 1945 führte die La Combattante eine Überwachungsfahrt auf der Innenseite der Outer Dowsing Shoal in einem geräumten Schifffahrtsweg durch, als sie gegen 23:45 Uhr auf der Höhe des East Dudgeon-Feuerschiffs vor Cromer auf eine Mine lief und sofort in zwei Teile zerbrach. Der vordere Teil sank sofort auf der Position 53º22'N, 01º01'O. Der hintere Teil trieb noch eine kurze Zeit im Strom, ehe er auf der Position 53º20'52"N, 01º01'33"O ebenfalls sank. 68 Mann der 185 an Bord verloren ihr Leben, darunter zwei Mann der Royal Navy. 117 Mann konnten von den britischen Motortorpedobooten MTB 763 und MTB 770 gerettet werden.
Der La Combattante wurde eine der 24 Grundminen zum Verhängnis, die von der deutschen 2. Schnellboot-Flottille in der Nacht vom 29./30. Januar 1945 auf den Zufahrtswegen zum Humber gelegt worden waren.
Meist wurde der Untergang der La Combattante dem deutschen Kleinst-U-Boot U 5330 vom Typ Seehund unter Leutnant Sparbrodt zugerechnet. Bei der von Sparbrodt als versenkt gemeldeten Korvette vor der Küste von Kent dürfte es sich aber um den britischen Kabelleger Alert (941 BRT) gehandelt haben.